# 中野林
中野林（なかのばやし）は、埼玉県さいたま市西区の大字。郵便番号は331-0057。

## 地理
さいたま市西区南部の古入間川が作り出した沖積平野（荒川低地）上に位置する。地区の西部および中央部から東部にかけて古入間川によって形成された自然堤防も複数見られる。北側は鴨川や新川が流れ下り、西側には荒川の河川区域を隔てる荒川堤防の左岸堤防が南北に築かれている。荒川堤防ではさいたま築堤事業によって、堤防のかさ上げ工事が実施されている。
東側で大宮区三橋（四丁目）や西区大字植田谷本に、南側で三条町や昭和に、西側で二ツ宮に、北側で大字飯田や水判土に隣接する。大字飯田の南西部に中野林のごく小さな飛地がある。土地利用としては住宅地などが混在する農地であり、西部は低地を埋め立てて造成した一戸建ての住宅団地が立地する。

## 歴史
もとは江戸期より存在した武蔵国足立郡植田谷領に属する中野林村で、古くは水判土荘に属していたと云われている。中野林は中ノ林とも記す。村高は正保年間の『武蔵田園簿』では307石余（田24町余、畑17町余）、『元禄郷帳』では310石余、『天保郷帳』では338石余であった。助郷は中山道大宮宿に出役していたが、正徳・安永年間は日光御成街道大門宿にも出役していた。化政期の戸数は40軒で、村の規模は東西18町余、南北14町余であった。村の南方に飛地の入会地を領していた。村内に関沼溜井があり灌漑用水としていた。水判土村との境界には鴨川に排水する悪水堀も存在していた。
地内には観音寺のほかに最勝寺、西福寺があったが、観音寺以外は明治初年に廃寺となっている。
- 初めは幕府領、1645年（正保元年）より知行は旗本加藤氏および幕府領[4]。検地は1690年（元禄3年）に実施[7]。
- 享保年間（1716年 - 1736年）より荒川沿いの飛地に八貫野新田が開拓され、検地は1731年（享保16年）に実施[4]。
- 1828年（文政11年）より大宮宿寄場55か村組合に所属していた[4]。
- 幕末の時点では足立郡に属し、明治初年の『旧高旧領取調帳』の記載によると、幕府領（代官・大竹左馬太郎支配所）、および旗本加藤寅之助の知行であった[注釈 2]。
- 1868年（慶応4年）6月19日 - 幕府領が武蔵知県事・山田政則（忍藩士）の管轄となる。
- 1869年（明治2年） 
  - 1月13日 - 武蔵知県事・宮原忠英の管轄区域に大宮県を設置、同県の管轄となる。県庁は東京府馬喰町に置かれる。
  - 9月29日 - 県庁が浦和に置かれ浦和県に改称。
  - 12月2日 - 旗本領が上知され、浦和県の管轄となる（府藩県三治制も参照）。
- 1871年（明治4年）11月13日 - 第1次府県統合により埼玉県の管轄となる。
- 1879年（明治12年）3月17日 - 郡区町村編制法により成立した北足立郡に属す。郡役所は浦和宿に設置。
- 1889年（明治22年）
  - 4月1日 - 町村制施行に伴い、中野林村は北足立郡植田谷本村・水判土村・佐知川村・島根村・飯田村・三条町村と合併し、植水村となる。中野林村は植水村の大字中野林となる[4]。
  - 7月3日 - 水判土から水判土小学校（現さいたま市立植水小学校）が現在地（林光寺境内）に移転し、植水小学校と名を改める。
- 1955年（昭和30年）1月1日 - 指扇村・馬宮村・植水村・片柳村・七里村・春岡村が大宮市に編入合併され[8]、大宮市の大字となる。また、大字中野林200（現在の「さいたま農業協同組合 植水支店」の場所）に「植水公民館」が設立される[9]。
- 1968年（昭和43年）2月10日 - 地内に「大宮みどりが丘幼稚園」が開園する[10]。なお所在地は大字中野林416であり、現在地とは異なる。
- 1986年（昭和61年）4月 - 地内に埼玉県立大宮光陵高等学校が創立される。
- 1990年（平成2年）4月1日 - 地内に大宮市立植水児童センター（現さいたま市立植水児童センター）が開設される[11]。
- 2001年（平成13年）5月1日 - 浦和市・大宮市・与野市が合併し、さいたま市が発足。同市の大字となる。
- 2002年（平成14年）12月1日 - 地内に特別養護老人ホーム「中野林ゆめの園」が開設される[12]。
- 2003年（平成15年）4月1日 - さいたま市が政令指定都市に移行し、同市西区の大字となる。

### 中野林村に存在していた小字
- 袋[13]
- 山本
- 中郷
- 条敷
- 簀の子

## 世帯数と人口
2019年（平成31年）1月1日時点の世帯数と人口は以下の通りである。
| 大字   | 世帯数  | 人口    |
| ------ | ------- | ------- |
| 中野林 | 905世帯 | 2,145人 |

## 小・中学校の学区
市立小・中学校に通う場合、学区（校区）は以下の通りとなる。
| 区域 | 小学校                 | 中学校                 |
| ---- | ---------------------- | ---------------------- |
| 全域 | さいたま市立植水小学校 | さいたま市立植水中学校 |

## 交通

### 鉄道
地区内に鉄道は敷設されていない。最寄駅としては指扇駅や下記バスを利用して大宮駅などがあるが、何れも駅まで遠く徒歩圏ではない。

### 道路
- 埼玉県道57号さいたま鴻巣線 - 旧・県道井戸木中野林浦和線
- 埼玉県道56号さいたまふじみ野所沢線 - 北部でわずかにかすめる
- 観音通り

### バス
大宮駅西口方面からの路線バスが運行されている。
西武バス大宮営業所
地区内は「観音寺」、「大宮光陵高校」、「中野林」停留所が設置されている
さいたま市コミュニティバス
地区内はさいたま市民医療センターから川越線指扇駅を経由して同線西大宮駅に至る「西区コミュニティバス」が通り、「中野林」、「中野林南」停留所が設置されている。

## 施設など
- さいたま市植水公民館、植水支所
- さいたま市立植水児童センター
- さいたま農業協同組合 植水支店
- 埼玉県立大宮光陵高等学校
- さいたま市立植水小学校
- 大宮みどりが丘幼稚園
- 特別養護老人ホーム 中野林ゆめの園
- 二ツ宮住宅
- 二ツ宮住宅中央公園
- 二ツ宮住宅第二公園
- 真言宗智山派観音寺
- 須賀社・御嶽社